# Папанайоту, Ставрос
Ставрос Папанайо́ту (греч. Στάυρος Παπαναγιώτου; 1885, Анхиал — 1955, Афины) — греческий художник.

## Биография
Ставрос Папанайоту родился в причерноморском городе Анхиал (ныне — Поморие) в 1885 году. Основанный греками в VI веке до н. э., город был в пределах последнего осколка Византии и пал вместе с Константинополем в 1453 году, но сохранял свой греческий характер до 1885 года, времени рождения художника.
После аннексии полуавтономной Восточной Румелии в сентябре 1885 года Болгарией и в результате политики болгаризации и гонений против греческого населения, начался исход коренного греческого населения города. Большая часть греческого населения покинула город после погромов в 1906 году и основала в греческой провинции Фессалия город Неа-Анхиалос — Новый Анхиал.
Не располагаем достоверной датой переезда семьи художника в королевство Греция.
Ставрос Папанайоту окончил Школу изящных искусств в греческой столице.
Получив стипендию, продолжил учёбу в Мюнхенской академии художеств в период 1909—1912 годов у немецкого жанрового художника и пейзажиста Людвига фон Лёффца.
Папанайоту вернулся в Грецию, предположительно, в 1912 году, с началом Балканских войн и написал, кроме прочих, в 1913 году картину, посвящённую освобождению столицы Македонии, города Салоники.
В 1914 году Папанайоту возглавил только что созданную Городскую галерею в Афинах.
Тематика работ Папанайоту разнообразна, но бо́льшая часть картин художника — пейзажи и изображения животных.
Ставрос Папанайоту умер в Афинах в 1955 году.
Картины художника хранятся и выставлены в Городской галерее в Афинах, Музее Афин и частных коллекциях. Многие картины художника в последние десятилетия выставлялись на международных аукционах произведений искусств, в частности в Англии. Примечательно, что работы художника на аукционах характеризуются как постимпрессионистские.